# Regeneración del hígado
La regeneración del hígado es el proceso mediante el cual el hígado puede reemplazar el tejido hepático perdido por el crecimiento del tejido restante. El hígado es el único órgano visceral que posee la capacidad de regenerarse. El hígado puede regenerarse después de una extirpación quirúrgica o una lesión química. Se sabe que tan solo el 51% de la masa hepática original puede regenerarse a su tamaño completo. El proceso de regeneración en los mamíferos es principalmente un crecimiento compensatorio porque solo se reemplaza la masa del hígado, no su forma. Sin embargo, en especies inferiores, como por ejemplo los peces, se pueden reemplazar tanto el tamaño como la forma del hígado.

## Mecanismo
Hay dos eventos en los que el hígado tiene la capacidad de regenerarse, uno es una hepatectomía parcial y el otro es un daño al hígado por toxinas o infecciones. Los procesos que se describen a continuación se refieren a las vías desencadenadas después de una hepatectomía parcial.
Tras el evento de hepatectomía parcial, hay tres fases para el proceso de regeneración. La primera fase es la fase de preparación y durante esta porción, cientos de genes se activan y preparan al hígado para la regeneración. Esta fase de cebado ocurre dentro de 0 a 5 horas después de la hepatectomía y se ocupa principalmente de los eventos antes de ingresar al ciclo celular y garantizar que los hepatocitos puedan mantener sus funciones homeostáticas. La segunda fase se ocupa de la activación de varios factores de crecimiento como el EGFR (receptor del factor de crecimiento epidérmico) y c-Met. Estos dos factores son componentes importantes de la regeneración del hígado. La fase final se ocupa de la terminación de la proliferación por TGF-β (factor de crecimiento transformante beta).
Inmediatamente después de la regeneración del hígado, hay una activación de numerosas vías de señalización que inician el proceso de regeneración. El primero es un aumento de la actividad uroquinasa. Se sabe que la uroquinasa activa la remodelación de la matriz. Esta remodelación provoca la liberación de HGF (factor de crecimiento hepático) y a partir de esta liberación ahora también se puede activar c-Met. El EGFR también se activa de la misma manera que c-Met, y estos dos factores de crecimiento juegan un papel importante en el proceso de regeneración. Estos procesos ocurren fuera del hepatocito y preparan al hígado para la regeneración. Una vez que estos procesos se completan, los hepatocitos pueden ingresar al hígado para iniciar el proceso de proliferación. Esto se debe a que existe una comunicación entre la β-catenina (dentro del hepatocito) y los factores de crecimiento de EGFR y c-Met (fuera del hepatocito). Esta comunicación puede ocurrir debido a que la β-catenina y Notch-1 se mueven hacia el núcleo del hepatocito aproximadamente 15-30 minutos después de la hepatectomía. La presencia de estas dos proteínas aumenta la respuesta regenerativa y el HGF y el EGFR actúan como mitógenos directos y pueden producir una fuerte respuesta mitógena para que proliferen los hepatocitos.
Una vez finalizado el proceso de regeneración, TGF-β pone fin a la proliferación induciendo la apoptosis. TGFβ1 inhibe la proliferación de hepatocitos reprimiendo HGF. Como se mencionó anteriormente, la uroquinasa activó la liberación de HGF; por tanto, TGFβ1 también reprime la actividad uroquinasa. Este proceso puede devolver a los hepatocitos a su estado inactivo.
En ocasiones, los hepatocitos no tienen la capacidad de proliferar y se puede producir una forma alternativa de regeneración para reconstruir el hígado. Esto puede suceder con la ayuda de células epiteliales biliares que tienen la capacidad de convertirse en hepatocitos cuando los hepatocitos originales tienen problemas para proliferar. Esto se debe al hecho de que las células biliares tienen dos funciones, una es el transporte normal de bilis y la otra se convierte en células madre de los hepatocitos. Lo mismo ocurre también a la inversa, pudiendo los hepatocitos convertirse en células biliares cuando no pueden proliferar. Ambos tipos de células son células madre facultativas entre sí. Las células madre facultativas originalmente tienen un destino, pero tras la lesión de otro tipo de célula, pueden funcionar como una célula madre. Estos dos tipos de células pueden reparar el tejido hepático incluso cuando falla el mecanismo normal de regeneración del hígado.

## Función
La capacidad del hígado para regenerarse es fundamental para la homeostasis hepática. Debido a que el hígado es el principal órgano de desintoxicación de las drogas, está expuesto a muchas sustancias químicas en el cuerpo que pueden potencialmente inducir la muerte celular y lesiones. El hígado puede regenerar el tejido dañado, evitando así rápidamente su propia falla. Sin embargo, un predictor de la verdadera velocidad de regeneración del hígado depende de si la interleucina 6 tiene sobreexpresión. La regeneración del hígado también es fundamental para los pacientes con enfermedades hepáticas en las que la extirpación parcial del hígado debido a fibrosis o tumor es una terapia común que utiliza la capacidad del hígado restante para generar la espalda.[cita requerida]

## Modelos experimentales
Se utilizan dos tipos principales de modelos para estudiar la regeneración del hígado, incluida la extirpación quirúrgica, también conocida como hepatectomía parcial (PHX), y el daño hepático inducido por sustancias químicas. Mientras que los mecanismos y la cinética de la regeneración hepática en estos dos modelos son diferentes, muchas de las mismas vías de señalización estimulan la regeneración hepática en ambas vías.

## En mitología

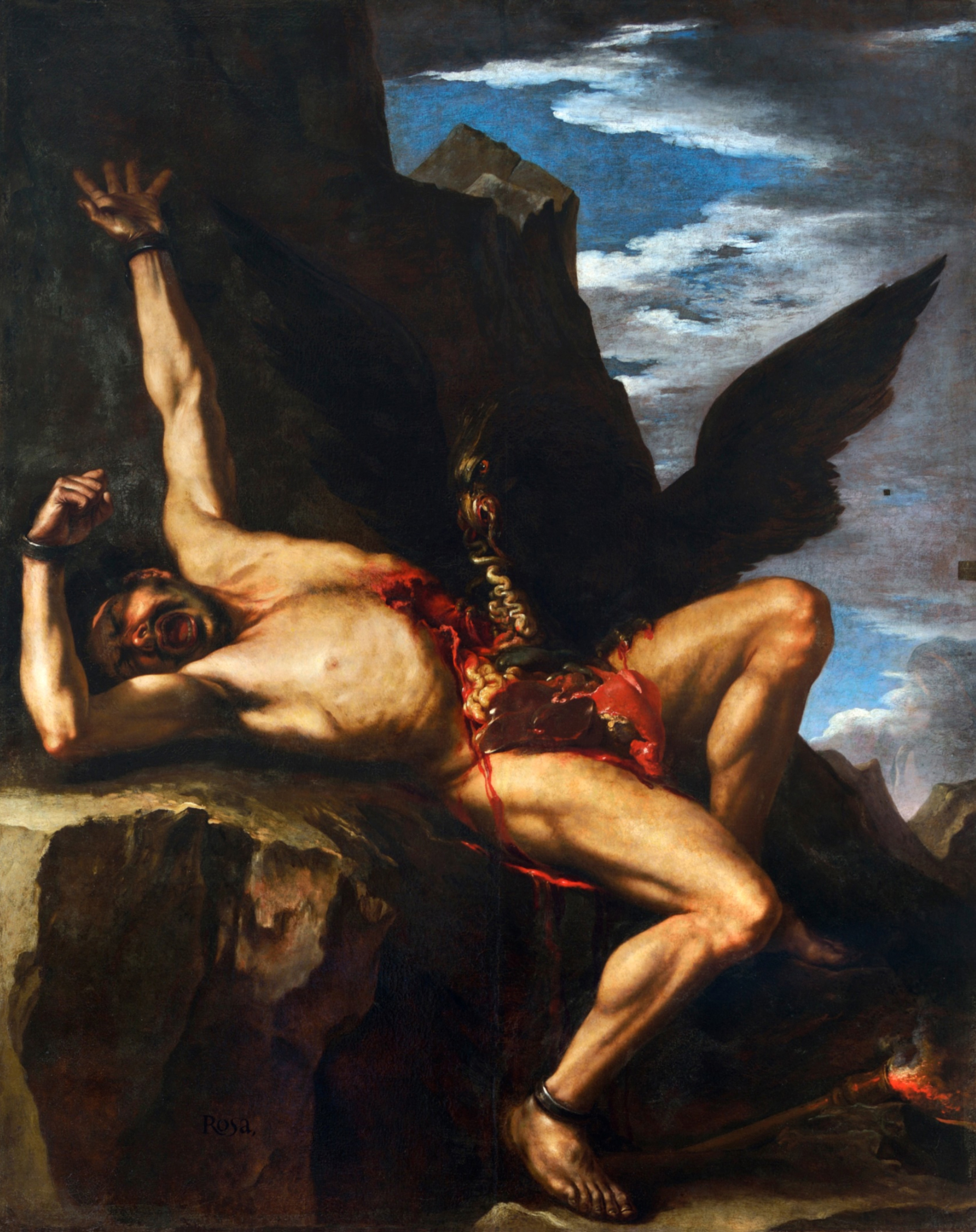
La tortura de Prometeo, Salvator Rosa, 1646-1648.

En la mitología griega, Prometeo y Tityos son transgresores de los dioses cuyos castigos implican que sus hígados sean devorados por aves de presa durante el día y regenerados por la noche.

## Otras lecturas
- «Liver regeneration: from myth to mechanism». Nature Reviews. Molecular Cell Biology (en inglés) 5 (10): 836-47. Octubre de 2004. PMID 15459664. doi:10.1038/nrm1489.
- «Liver regeneration: molecular mechanisms of growth control». FASEB Journal (en inglés) 4 (2): 176-87. Febrero de 1990. PMID 2404819. doi:10.1096/fasebj.4.2.2404819. Republicado como «Liver Regeneration: Molecular Mechanisms of Growth Control». Artificial Liver Support (en inglés). 1992. pp. 72-93. ISBN 978-3-642-77361-7. doi:10.1007/978-3-642-77359-4_6.
- «Hepatocyte growth factor: molecular structure, roles in liver regeneration, and other biological functions». Critical Reviews in Oncogenesis 3 (1–2): 27-54. 1992. PMID 1312869.
- «Liver regeneration. 2. Role of growth factors and cytokines in hepatic regeneration». FASEB Journal (en inglés) 9 (15): 1527-36. Diciembre de 1995. PMID 8529831. doi:10.1096/fasebj.9.15.8529831.
- Jirtle, Randy L., ed. (1995). Liver Regeneration and Carcinogenesis: Molecular and Cellular Mechanisms (en inglés). Academic Press. ISBN 978-0-08-053554-8.